# Liste des catastrophes survenues pendant un match de football
Cet article liste les catastrophes les plus meurtrières survenues dans des stades de football du monde entier.
| Date              | Stade                        | Ville         | Pays                             | Évènement                              | Type                                                            | Victimes |
| ----------------- | ---------------------------- | ------------- | -------------------------------- | -------------------------------------- | --------------------------------------------------------------- | --- |
| 5 avril 1902      | Ibrox Park                   | Glasgow       | Écosse                           | Désastre d'Ibrox de 1902               | Effondrement d'une tribune.                                     | 26 morts, 587 blessés. |
| 9 mars 1946       | Burnden Park                 | Bolton        | Angleterre                       |                                        | Mouvement de foule.                                             | 33 morts, 400 blessés. |
| 6 novembre 1955   | Stade Arturo-Collana         | Naples        | Italie                           |                                        | Affrontements entre supporteurs.                                | 152 morts. |
| 24 mai 1964       | Estadio Nacional             | Lima          | Pérou                            | Tragédie de l'Estadio Nacional         | Émeute.                                                         | 318 morts, 800 blessés. |
| 17 septembre 1967 | Kayseri Atatürk Stadium      | Kayseri       | Turquie                          | Tragédie du stade Atatürk de Kayseri   | Panique, affrontements.                                         | 40 morts, 300 blessés. |
| 23 juin 1968      | Estadio Monumental           | Buenos Aires  | Argentine                        | Tragédie de la porte 12                | Panique.                                                        | 71 morts, 150 blessés. |
| 23 juin 1969      | Kırrıkale Stadium            | Kırrıkale     | Turquie                          |                                        | Affrontements entre supporteurs.                                | 10 morts, 102 blessés. |
| 25 décembre 1969  | Stade municipal de Bukavu    | Bukavu        | République démocratique du Congo |                                        | Mouvement de panique dans un stade.                             | 27 morts, 52 blessés. |
| 2 janvier 1971    | Ibrox Park                   | Glasgow       | Écosse                           | Désastre d'Ibrox de 1971               | Débandade.                                                      | 66 morts, >200 blessés. |
| 17 février 1974   | Stade international du Caire | Le Caire      | Égypte                           |                                        | Panique consécutive à l'effondrement d'un mur.                  | 49 morts, 47 blessés. |
| 8 février 1981    | Stade Karaïskakis            | Le Pirée      | Grèce                            | Tragédie du stade Karaïskakis          | Débandade.                                                      | 21 morts, 55 blessés. |
| 20 octobre 1982   | Stade Loujniki               | Moscou        | Union soviétique                 | Drame de Loujniki                      | Débandade.                                                      | 66 morts, 61 blessés. |
| 11 mai 1985       | Valley Parade                | Bradford      | Angleterre                       | Désastre de Valley Parade              | Incendie.                                                       | 56 morts, 286 blessés. |
| 29 mai 1985       | Stade du Heysel              | Bruxelles     | Belgique                         | Drame du Heysel                        | Affrontements, panique.                                         | 39 morts, 600 blessés. |
| 12 mars 1988      | Stade Dasarath-Rangasala     | Katmandou     | Népal                            | Tragédie du stade Dasarath Rangasala   | Panique.                                                        | 93 morts, 100 blessés. |
| 15 avril 1989     | Hillsborough                 | Sheffield     | Angleterre                       | Catastrophe d'Hillsborough             | Bousculade.                                                     | 97 morts, 766 blessés. |
| 5 mai 1992        | Stade Armand-Cesari          | Furiani       | France                           | Catastrophe de Furiani                 | Effondrement d'une tribune provisoire.                          | 18 morts, 2357 blessés. |
| 16 octobre 1996   | Estadio Mateo Flores         | Guatemala     | Guatemala                        |                                        | Panique.                                                        | 84 morts. |
| 9 mai 2001        | Accra Sports Stadium         | Accra         | Ghana                            | Tragédie du stade d'Accra de 2001      | Bousculade.                                                     | 127 morts. |
| 10 octobre 2004   | Stade de Kégué               | Lomé          | Togo                             |                                        | Panique.                                                        | 4 morts. |
| 2 juin 2007       | Stade Chililabombwe          | Chililabombwe | Zambie                           |                                        | Effondrement d'un escalier et panique.                          | 12 morts, 46 blessés. |
| 25 novembre 2007  | Stade Fonte Nova             | Salvador      | Brésil                           |                                        | Effondrement d'une tribune.                                     | 7 morts, 10 blessés. |
| 14 septembre 2008 | Stade Municipal de Butembo   | Butembo       | République démocratique du Congo |                                        | Bousculade à la suite d'une intervention des forces de l'ordre. | 13 morts, 54 blessés. |
| 29 mars 2009      | Stade Félix-Houphouët-Boigny | Abidjan       | Côte d'Ivoire                    |                                        | Bousculade de supporteurs.                                      | 19 morts, 135 blessés. |
| 1er février 2012  | Stade de Port-Saïd           | Port-Saïd     | Égypte                           | Émeute du stade de Port-Saïd           | Affrontements entre supporteurs.                                | 74 morts, 388 blessés. |
| 10 février 2017   | Stade du 4-Janvier           | Uíge          | Angola                           | Tragédie du stade du 4-Janvier         | Bousculade de supporters.                                       | 17 morts, 56 blessés. |
| 5 mars 2022       | Estadio Corregidora          | Querétaro     | Mexique                          |                                        | Affrontements entre supporteurs.                                | 26 blessés. |
| 1er octobre 2022  | Kanjuruhan                   | Malang        | Indonésie                        | Bousculade du stade Kanjuruhan         | Panique.                                                        | 131 morts,. |
| 20 mai 2023       | Stade Cuscatlán              | San Salvador  | Salvador                         | Bousculade du stade Cuscatlán (en)     | Bousculade à l'entrée du stade.                                 | 12 morts |
| 1er décembre 2024 | Stade 3-Avril de Nzérékoré   | Nzérékoré     | Guinée                           | Tragédie du stade 3-Avril de Nzérékoré | Bousculade de supporters.                                       | 56 morts provisoirement selon le gouvernement,140 morts et 11 disparue selon le collectif des Organisations de défense des droits de l'homme, |